# M'Pessoba
M'Pessoba è un comune rurale del Mali facente parte del circondario di Koutiala, nella regione di Sikasso.
Il comune è composto da 20 nuclei abitati:
- Bana
- Boudibougou
- Danzana
- Dempela I
- Dempela II
- Dentiola I
- Dentiola II
- Dozola
- Fantala
- Gouentiesso

- Kemessorola
- Kintieri
- Kolomosso
- M'Pessoba
- Mina
- N'Tarala
- Nankorola
- Pala
- Sobala
- Zandiéla